# Victoria (Iași)
Victoria è un comune della Romania di 4 593 abitanti, ubicato nel distretto di Iași, nella regione storica della Moldavia.
Il comune è formato dall'unione di 7 villaggi: Frăsuleni, Icușeni, Luceni, Sculeni, Stânca, Șendreni, Victoria.
Victoria fa parte della Zona Metropolitana di Iași.
Il comune è ubicato in una pianura alluvionale delimitata dal fiume Prut, che segna il confine con la Moldavia, ed il suo affluente Jijia.